# 长官庙镇
长官庙镇，是中华人民共和国陕西省延安市吴起县下辖的一个乡镇级行政单位。

## 行政区划
长官庙镇下辖以下地区：
长官庙村、齐桥村、阳湾村、高湾村、李沟村、黄岔村、山羊嘴村、梁岔村、清梁寺村、白沟村、阳台村和南沟村。